# John Tardy
John Tardy (născut la 15 martie 1968) este un cântăreț de origine americană, cunoscut  în calitate de vocalist al formației de death metal Obituary și Tardy Brothers.Acesta a lucrat pentru o companie de calculatoare din 1997 până în 2002, după ce Obituary s-a despărțit. Fratele său Donald Tardy este toboșarul formației Obituary. Este cunoscut pentru faptul că încearcă să-și potrivească vocea cu ritmul muzicii și nu se concentrează asupra versurilor.